# Cambados (parroquia)
Cambados (llamada oficialmente Santa Mariña de Cambados) es una parroquia y una villa del municipio español de Cambados, en la provincia de Pontevedra, Galicia.

## Toponimia
La parroquia también es conocida por los nombres de Santa Mariana Dozo de Cambados y Santa Marina Dozo P. de Cambados.

## Organización territorial
La parroquia está formada por cuatro entidades de población, constando una de ellas en el nomenclátor del Instituto Nacional de Estadística español:
- Cambados
- Fefiñáns
- San Tomé do Mar
- Santa Mariña Dozo

## Demografía
Gráfica demográfica de la villa y parroquia de Cambados según el INE español:
| Gráfica de evolución demográfica de Cambados entre 2000 y 2023 |
|                                                                |
| Datos según el nomenclátor publicado por el INE.               |